# James T. Begg

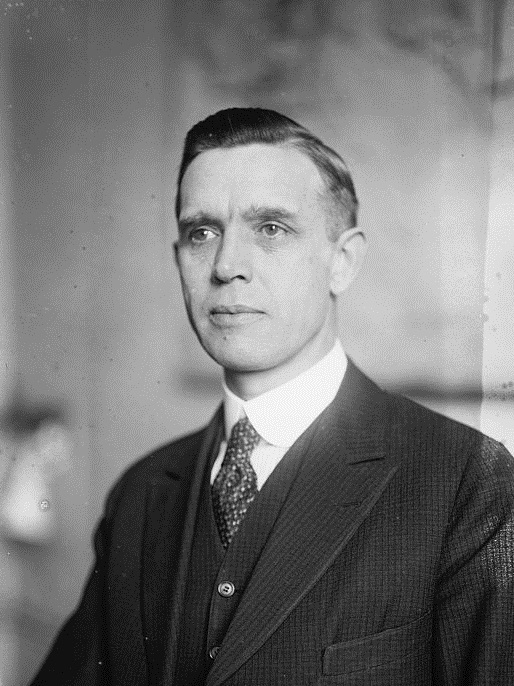
James T. Begg

James Thomas Begg (* 16. Februar 1877 in Lima, Ohio; † 26. März 1963 in Oklahoma City, Oklahoma) war ein US-amerikanischer Politiker. Zwischen 1919 und 1929 vertrat er den Bundesstaat Ohio im US-Repräsentantenhaus.

## Werdegang
James Begg besuchte die öffentlichen Schulen in Columbus Grove und das Lima College. Im Jahr 1903 absolvierte er die Wooster University, ebenfalls in Ohio. Zwischen 1905 und 1910 leitete er als Superintendent of Public Schools die öffentlichen Schulen in Columbus Grove. Danach übte er die gleiche Tätigkeit bis 1913 in Ironton und anschließend bis 1917 in Sandusky aus. Zwischen 1917 und 1919 war er für das American City Bureau of New York bundesweit als Werbedirektor tätig. Politisch schloss er sich der Republikanischen Partei an.
Bei den Kongresswahlen des Jahres 1918 wurde Begg im 13. Wahlbezirk von Ohio in das US-Repräsentantenhaus in Washington, D.C. gewählt, wo er am 4. März 1919 die Nachfolge des Demokraten Arthur W. Overmyer antrat. Nach vier Wiederwahlen konnte er bis zum 3. März 1929 fünf Legislaturperioden im Kongress absolvieren. In den Jahren 1919 und 1920 wurden der 18. und der 19. Verfassungszusatz ratifiziert. Dabei ging es um das Verbot des Handels mit alkoholischen Getränken und die bundesweite Einführung des Frauenwahlrechts.
Im Jahr 1928 verzichtete James Begg auf eine weitere Kandidatur. Nach seiner Zeit im US-Repräsentantenhaus arbeitete er im Bankgewerbe, als Berater und Milchfarmer. Im Jahr 1942 strebte er erfolglos die Rückkehr in den Kongress an. Seit 1959 lebte er in Oklahoma City, wo er am 26. März 1963 starb. Er wurde in Cleveland beigesetzt.